# Cyathula cylindrica
Cyathula cylindrica är en amarantväxtart som beskrevs av Horace Bénédict Alfred Moquin-Tandon. Cyathula cylindrica ingår i släktet Cyathula, och familjen amarantväxter.

## Underarter
Arten delas in i följande underarter:
- C. c. abbreviata
- C. c. cylindrica
- C. c. mannii
- C. c. orbicularis